# Camaquã
Camaquã ist eine Stadt im Bundesstaat Rio Grande do Sul im Süden Brasiliens. Sie liegt etwa 120 km südwestlich von Porto Alegre an der Lagoa dos Patos. Benachbart sind die Orte São Jerônimo, Cerro Grande do Sul, São Lourenço do Sul, Arambaré, Sentinela do Sul, Dom Feliciano, Amaral Ferrador, Cristal und Chuvisca.

## Söhne und Töchter der Stadt
- Selma Arruda (* 1963), Richterin und Politikerin